# 龙科卡纳韦塞
龙科卡纳韦塞（義大利語：Ronco Canavese），是意大利都灵省的一个市镇。总面积96平方公里，人口324人，人口密度3.4人/平方公里（2009年）。ISTAT代码为001224。